# Gottschalk von Zutphen
Gottschalk von Zutphen, auch Gottschalk von Twente († um 1063) war Graf im Agradingau, Emsgau, Hettergau, von Twente und Westfalen, sowie ab 1046 Graf im nördlichen Hamaland mit der Hauptstadt Zutphen, nach der das Gebiet dann Grafschaft Zutphen genannt wurde. Er ist ein Sohn von Hermann von Nifterlake.
Er trat ab 1026 als Graf von Twente innerhalb des Herzogtums Niederlothringen auf und heiratete vor 1046 Adelheid, Tochter Ludolfs von Brauweiler aus der Familie der Ezzonen und der Mathilde von Hammerstein, die Zutphen und Teile des mütterlichen Erbes mit in die Ehe brachte. Durch die Heirat wurde Gottschalk auch Vogt der Stifte Münster, Borghorst und Brauweiler.
1046, nach der Niederschlagung des Aufstands des niederlothringischen Herzogs Gottfried III. und dessen Absetzung, schenkte Kaiser Heinrich III. das nördliche Hamaland dem Bischof von Utrecht. Gottschalk wurde bzw. blieb (da er sich an Gottfrieds Aufstand nicht beteiligte) Graf von Zutphen, allerdings nicht mehr als Lehnsgraf des Herzogs, sondern als Lehnsgraf des Bischofs.
Die Herren von Zutphen und die Bischöfe von Utrecht hatten bezüglich des Zehnten einiger Städte einen alten Streit, der 1059 beigelegt werden konnte. In einer gefälschten Urkunde aus dem gleichen Jahr wurde er als domini Sutphaniensis opiddi, Herr der Stadt Zutphen, bezeichnet. Im Jahr 1063 half er Adalbert von Bremen, Erzbischof von Hamburg und Bremen bei der Unterwerfung einiger Vasallen und Christianisierung der Friesen. Er starb kurze Zeit später.
Kinder Gottschalks und Adelheid waren:
- Gebhard, Graf von Twente (Gerhard I. von Lohn)
- Otto der Reiche, Graf von Zutphen († 1113); ⚭ Judith von Arnstein
- Gumbert (Humbert), geistlich, Mönch in Corvey und danach im Abdinghofkloster in Paderborn.

Den Recherchen Donald C. Jackmans zufolge gehörten zu seinen Kindern auch:
- Gottschalk II., Herr von Gennep
- Herbert, Herr von Millen, der Vater von Norbert von Xanten, dem Gründer des Prämonstratenserordens